# Axel Ljung
Harald Axel Fredrik Ljung (Stoccolma, 31 marzo 1884 – Stoccolma, 5 febbraio 1938) è stato un ginnasta, lunghista, velocista e ostacolista svedese.

## Palmarès

### Olimpiadi
- Oro a Londra 1908 nella ginnastica - concorso a squadre.